# Homoneura notativentris
Homoneura notativentris är en tvåvingeart som beskrevs av Malloch 1940. Homoneura notativentris ingår i släktet Homoneura och familjen lövflugor. Inga underarter finns listade i Catalogue of Life.